# مدينة سان مارينو

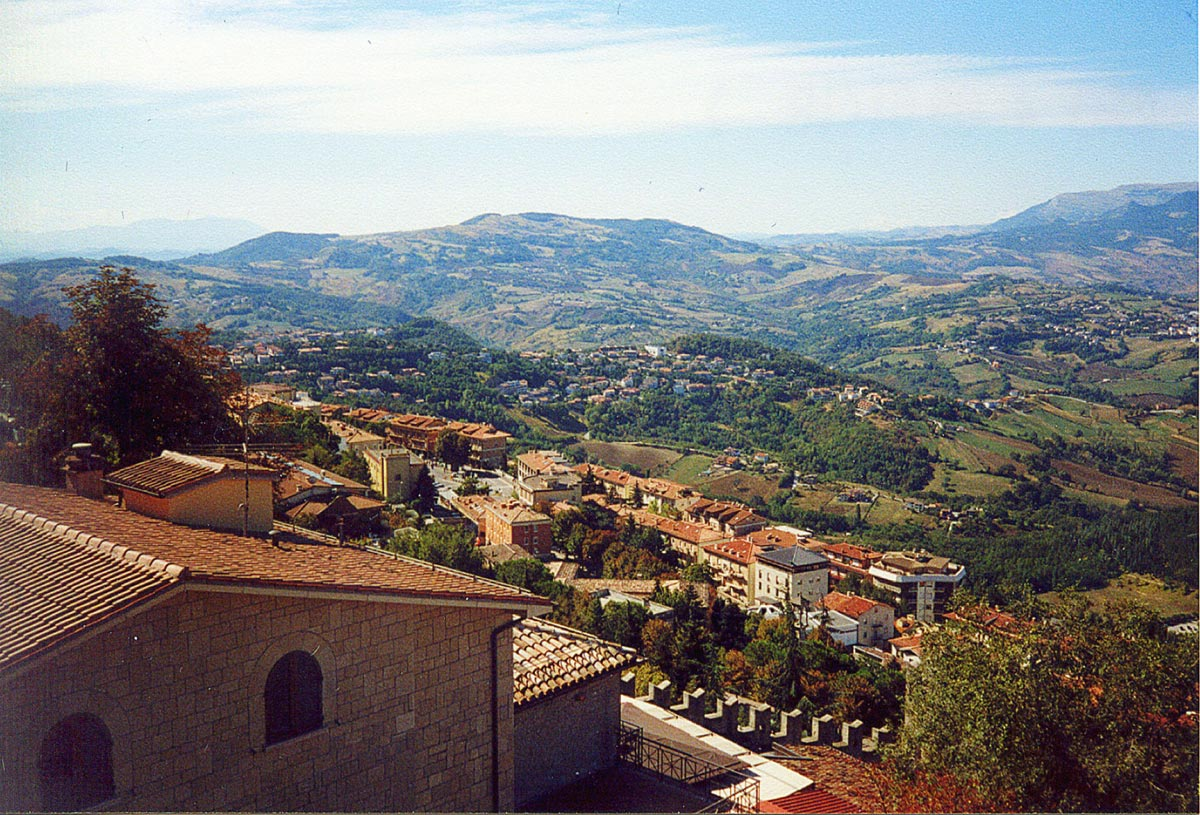
المدينة كما تبدو من احدى القمم.

مدينة سان مارينو (بالإيطالية: Città di San Marino)‏ هي عاصمة جمهورية سان مارينو وأكبر مدنها.
بلغ عدد سكانها الإجمالي في 2022 قرابة 4,500 نسمة، وتبلغ مساحتها 7.09 كم2. وتقع المدينة على المنحدرات الغربية لأعلى نقطة في سان مارينو وهي جبل تيتانو.

## توأمة
لمدينة سان مارينو اتفاقيات توأمة مع كل من:
- سان ليو (1995 - )
- Rønne [الإنجليزية]‏
- راب (1968 - )

## أعلام
- مارينا بوسينياني ريفي
- فرانشيسكا جوارديجلي
- ريناتا تبالدي
- فيليبو بيراردي
- ماركو برناردي
- ماسيمو بونيني
- الأبراج الثلاثة لسان مارينو